# Barrio la Tenería
Barrio la Tenería är en ort i Mexiko, tillhörande kommunen Jocotitlán i den nordvästra delen av delstaten Mexiko. Orten hade 1 275 invånare vid folkräkningen 2010.